# Дилатометрія вугілля
Дилатометрія вугілля - методи визначення термопластичних властивостей вугілля. 
При випробуваннях в дилатометрі встановлюють:
- дилатометричну криву – графічне зображення зміни довжини вугільного стрижня при нагріванні;
- максимальне стиснення (контракцію а), тобто максимальне зменшення довжини вугільного стрижня при нагріванні;
- максимальне розширення (дилатацію b), тобто максимальне збільшення довжини вугільного стрижня (в порівнянні з початковою довжиною) при подальшому нагріванні після стиснення.

Крім того, визначають температуру початку пластичного стану tI, максимального стиснення (контракції) tII, максимального розширення (дилатації) tIII і зону пластичного стану від tI до tIII.
Для проведення випробувань вугілля подрібнюють до крупності менше 0,2 мм. Наважку вугілля масою 10 г змішують з 1 см3 дистильованої води і виготовляють вугільний стрижень шляхом трамбування в спеціальній формі. 
Довжина стрижня повинна складати (60±0,5) мм.
Для проведення випробовувань застосовують:
- метод Одібера–Арну визначення дилатометричних показників вугілля або

- Прискорений метод визначення дилатометричних показників вугілля.